# Gerd Geiersbach
Gerd Geiersbach (* 20. Februar 1956) ist ein ehemaliger deutscher Fußballspieler. Er kam auf den Positionen Abwehr und Mittelfeld zum Einsatz und absolvierte in den Jahren 1976 bis 1978 insgesamt 72 Spiele in der 2. Fußball-Bundesliga für den FK Pirmasens und erzielte dabei drei Tore.

## Laufbahn
Zur Runde 1975/76 wurde der Nachwuchsspieler aus der eigenen Amateurelf in die Lizenzmannschaft des FKP in die 2. Bundesliga Süd übernommen. Sein Debüt gab Geiersbach bei den Blau-Weißen vom Stadion an der Zweibrücker Straße am 21. März 1976 beim 0:0-Heimremis gegen den FC Augsburg. Er wurde gegen die Gästeelf um Helmut Haller und Edgar Schneider bereits in der fünften Spielminute von Trainer Bernd Hoss im heimischen „Horeb“ eingewechselt. Am 23. Mai 1976 erzielte er die 1:0-Führung beim Heimspiel gegen den SV Darmstadt 98. An der Seite der Leistungsträger wie Klaus Pudelko, Guntram Gentes, Hermann Kohlenbrenner, Torben Nielsen, Alfred Seiler, Harry Erhart, Georg Beichle und Dieter Weinkauff kam er insgesamt auf zehn Ligaeinsätze (1 Tor) und Pirmasens belegte den 14. Platz.
In seiner zweiten Saison, 1976/77, machte er neben Kohlenbrenner (37-4), Willi Schuster (35-1) und Josef Müller (31-4) mit 35 Ligaeinsätzen und zwei Toren mit die meisten Spiele für Pirmasens. Der FKP verblieb als 18. aber nur durch den Rückzug des SV Röchling Völklingen in der 2. Liga. Ab Oktober 1976 hatte István Sztani Trainer Bernd Hoss abgelöst. Geiersbach hatte die Runde am 14. August 1976 mit einer 0:1-Heimniederlage gegen den SV Chio Waldhof eröffnet und am 21. Mai 1977 mit dem 2:2-Heimremis gegen den BSV 07 Schwenningen beendet. 
Im dritten Jahr erlebte Geiersbach aber mit Pirmasens ein Fiasko in der 2. Bundesliga. Mit 6:70 Punkten und einem Torverhältnis von 25:120 stieg der FK Pirmasens auf dem 20. Tabellenplatz 1977/78 in das Amateurlager ab. Sein letztes Pflichtspiel in der 2. Bundesliga absolvierte der Verteidiger am 9. April 1978 bei der 1:7-Auswärtsniederlage bei der SpVgg Bayreuth. Beim einzigen Sieg der Saison, am 5. März 1978 im Heimspiel gegen den FSV Frankfurt gelang ein 3:0-Erfolg, war er aktiv beteiligt. Ex-Nationalspieler Bernd Patzke hatte die Runde als Trainer eröffnet, der Spieler aus den erfolgreichen FKP-Zeiten in der Oberliga Südwest, Horst Brill, scheiterte danach als Retter. Geiersbach hatte 27 Rundenspiele bestritten.
Der Akteur aus den eigenen Reihen spielte in den nächsten Jahren mit dem FKP erfolgreich in der Amateuroberliga Südwest. Im Jahr nach dem Abstieg wurde Pirmasens Vizemeister, 1980 kam man auf den dritten Rang und 1981 und 1982 belegte man jeweils den vierten Platz. In dieser Phase war Geiersbach nochmals überregional mit dem FKP im DFB-Pokal vertreten. 1979 scheiterte man in der 2. Hauptrunde durch eine 2:4-Niederlage beim FC Homburg und im Wettbewerb 1982 ebenfalls in der 2. Hauptrunde durch eine 0:3-Niederlage beim MSV Duisburg. Geiersbach war jeweils als Verteidiger im Einsatz.